# Gare de Shin-Okachimachi
La gare de Shin-Okachimachi (新御徒町駅, Shin-Okachimachi-eki) est une gare ferroviaire de la ville de Tokyo au Japon. Elle est située dans l'arrondissement de Taitō. Elle est gérée conjointement par la Metropolitan Intercity Railway Company et le Bureau des Transports de la Métropole de Tokyo (Toei).

## Situation ferroviaire
La gare de Shin-Okachimachi est située au point kilométrique (PK) 1,6 du Tsukuba Express et au PK 9,5 de la ligne Ōedo.

## Histoire
La gare a été inaugurée le 12 décembre 2000 sur la ligne Ōedo. Le Tsukuba Express y arrive le 24 août 2005.

## Service des voyageurs

### Accès et accueil
La gare est ouverte tous les jours.

### Desserte
- Tsukuba Express :
  - voie 1 : direction Moriya et Tsukuba
  - voie 2 : direction Akihabara
- Ligne Ōedo :
  - voie 1 : direction Iidabashi et Tochōmae
  - voie 2 : direction Roppongi